# Айзенбергский кружок
«Айзенбергский кружок» (нем. Eisenberger Kreis) — подпольная антикоммунистическая организация немецкой молодёжи в городе Айзенберге в 1950-х годах. Насчитывал до 30 человек, являлся самой многочисленной группой подпольного сопротивления в ГДР. Вёл активную нелегальную агитацию и организационную работу против режима СЕПГ.

## Ужесточение политических условий
Начало 1950-х годов прошло в ГДР под знаком интенсивной сталинизации. Установилась партийная диктатура СЕПГ (прикрытая формальной «многопартийностью»), в экономике насаждался государственный монополизм, в общественной жизни и культуре — жёсткий идеологический контроль. Практиковались политические репрессии, вплоть до расстрелов оппозиционных активистов.
Очередная кампания ужесточения развернулась в начале 1953 года. Усилилась унификация молодёжных объединений. «Восточногерманский комсомол» ССНМ, во главе которого тогда стоял Эрих Хонеккер, инициировал запрет христианских молодёжных организаций, в том числе евангелического движения Junge Gemeinde. В частности, в Айзенберге члены Junge Gemeinde подверглись исключению из учебных заведений и принудительному зачислению в ССНМ.

## Состав и программа
В ответ группа оппозиционно настроенных школьников во главе с Томасом Аммером решила проявить действенную солидарность со сверстниками, преследуемыми за религиозные и политические убеждения. Дополнительным стимулом стали события 17 июня 1953 года — берлинские рабочие протесты докатились тогда до Айзенберга.
Организаторами подпольной группы выступили айзенбергские школьники Томас Аммер, Иоганн Фрёмель, Рейнхард Шпальке, Гюнтер Шварц, Йоахим Маркштадт, братья Людвиг и Вильгельм Цир. Была сформулирована программа, включавшая такие требования, как освобождение политзаключённых, легализация оппозиционных партий, свободные выборы, роспуск Штази, приватизация экспроприированных государством предприятий малого и среднего бизнеса, вывод советских войск.
В организацию входили старшие школьники и студенты, обычно связанные с церковной средой или происходящие из семей, занятых в сохранявшемся негосударственном секторе экономики. Политические взгляды активистов были различны: от социал-демократии и либерализма до консервативного национализма. Объединяющей платформой являлся протест против диктатуры СЕПГ и произвола властей, требование политических свобод и объединения Германии. Группа ориентировались на опыт антинацистского сопротивления, особенно «Белой розы».

## Активные действия
Организация действовала в условиях строгой конспирации. Только лидеры-основатели знали всех участников. Общих собраний не проводилось. На виду соблюдалась показная лояльность, Томас Аммер даже являлся секретарём школьной ячейки ССНМ. Единого лидера в организации не было, но наибольшим авторитетом обладал Аммер. Фрёмель занимался доставкой подпольной литературы из Западного Берлина. Шпальке и Шварц руководили оперативными акциями (первый специализировался на листовках, второй на настенных лозунгах и уничтожении коммунистической символики).
Основная деятельность группы заключалась в распространении антикоммунистических листовок, написании настенных лозунгов, уничтожение символики СЕПГ. В ноябре 1954 года группа попыталась захватить оружие в городском военном музее. Добыть, однако, удалось лишь одно дульнозарядное ружьё, которое впоследствии не применялось. 21 января 1956 года члены группы подожгли стрелковый тир, в котором тренировались полицейские и члены военизированных формирований СЕПГ. (Исследователи отмечают нетипичность этой акции для «Айзенбергского кружка» — в принципе организация не практиковала даже таких форм насилия.) Осенью 1956 года группа организовала написание многочисленных лозунгов в поддержку Венгерского антикоммунистического восстания.
В 1955 году Томас Аммер поступил на медицинский факультет Йенского университета и начал устанавливать оперативные связи с подпольными группами за пределами Айзенберга. В 1957 году планировалось распространить обращение к профессорам Йенского университета, Галле-Виттенбергского и Лейпцигского университета, но от этого пришлось отказаться, поскольку на подготовленных листовках обнаружились отпечатки пальцев.
Подпольная активность «Айзенбергского кружка» продолжалась почти пять лет, в организацию были вовлечены десятки людей. Учитывая известные качества восточногерманской госбезопасности, это само по себе свидетельствовало об уникальных свойствах группы.

## Аресты, приговоры, судьбы
Только в 1957 году госбезопасности удалось внедрить в группу своего агента. В феврале 1958 года начались аресты. В октябре 1958 суд Геры вынес 24 приговора. Максимальный срок лишения свободы — 15 лет — получил Томас Аммер.
С середины 1950-х режим ГДР несколько смягчился под влиянием советской «оттепели» и постепенной нормализации отношений с ФРГ. Сроки заключения членов «Айзенбергского кружка» вскоре сократились. В 1964 году Томас Аммер был освобождён за выкуп и переехал в ФРГ. Несколько членов организации, в том числе Рейнхард Шпальке и Вильгельм Цир, успели уйти на запад ещё до арестов.

## В современной Германии
После мирной революции в ГДР 1989 и воссоединения Германии «Айзенбергский кружок» приобрёл широкую известность в стране. Члены организации награждены городской медалью Айзенберга. Томас Аммер удостоен ордена «За заслуги перед Федеративной Республикой Германия».